# Listă de filme fantastice înainte de 1930

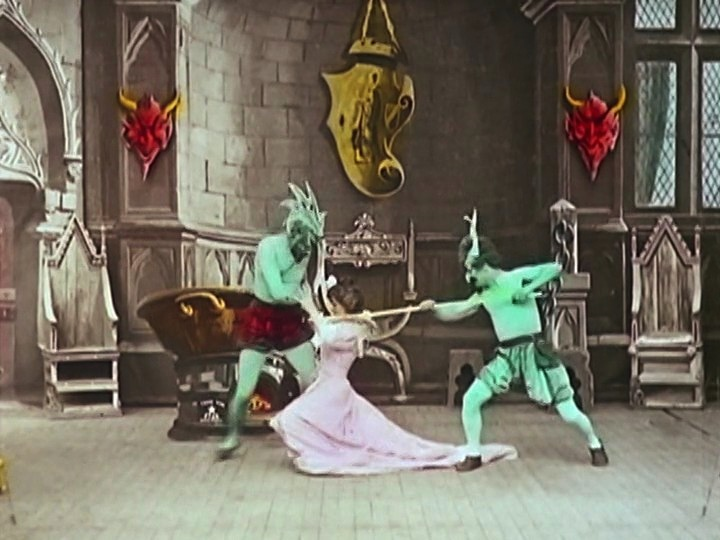
Imagine din Le Chaudron infernal

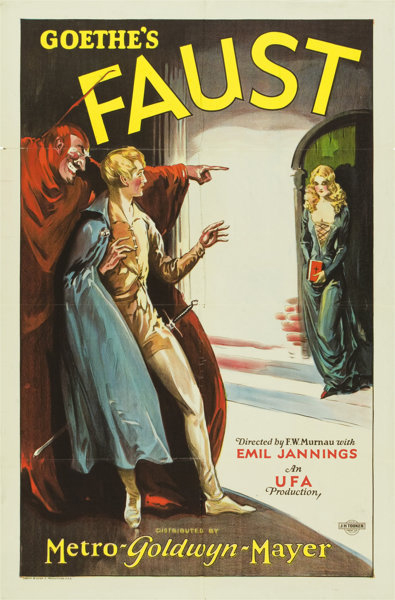
Afișul filmului Faust din 1926

Aceasta este o listă de filme fantastice înainte de 1930:
| 1903 • 1904 • 1910 • 1911 • 1915 • 1917 • 1918 • 1920 • 1921 • 1922 • 1924 • 1925 • 1926 |                                    |                                                               |                                                       |                  |
| Titlu                                                                                    | Regizor                            | Actori                                                        | Țara                                                  | Note             |
| 1899                                                                                     |                                    |                                                               |                                                       |                  |
| Cenușăreasa                                                                              | Georges Méliès                     | Georges Méliès                                                | Franța                                                | Film scurt       |
| 1903                                                                                     |                                    |                                                               |                                                       |                  |
| Le Chaudron infernal                                                                     | Georges Méliès                     | Georges Méliès                                                | Franța                                                | Film scurt       |
| 1904                                                                                     |                                    |                                                               |                                                       |                  |
| Voyage à travers l'impossible                                                            | Georges Méliès                     |                                                               | Franța                                                | Film scurt       |
| 1910                                                                                     |                                    |                                                               |                                                       |                  |
| The Wonderful Wizard of Oz                                                               |                                    |                                                               | Statele Unite ale Americii                            |                  |
| 1911                                                                                     |                                    |                                                               |                                                       |                  |
| L'Inferno                                                                                |                                    |                                                               | Italia                                                |                  |
| 1915                                                                                     |                                    |                                                               |                                                       |                  |
| The Story of a Story                                                                     | Tod Browning                       |                                                               | Statele Unite ale Americii                            | Film scurt       |
| 1917                                                                                     |                                    |                                                               |                                                       |                  |
| Flames                                                                                   | Maurice Elvey                      | Douglas Munro, Owen Nares, Edward O'Neill                     | Regatul Unit al Marii Britanii și al Irlandei de Nord |                  |
| 1918                                                                                     |                                    |                                                               |                                                       |                  |
| The Blue Bird                                                                            | Maurice Tourneur                   | Emma Lowry, Robin Macdougall, William J. Gross                | Statele Unite ale Americii                            |                  |
| Tarzan of the Apes                                                                       |                                    | Elmo Lincoln                                                  |                                                       |                  |
| The Ghost of Slumber Mountain                                                            |                                    |                                                               |                                                       | Stop motion      |
| 1920                                                                                     |                                    |                                                               |                                                       |                  |
| Körkarlen                                                                                | Victor Sjöström                    | Victor Sjöström, Hilda Borgström, Astrid Holm                 | Suedia                                                |                  |
| 1921                                                                                     |                                    |                                                               |                                                       |                  |
| Der müde Tod                                                                             | Fritz Lang                         | Lil Dagover, Walter Janssen, Bernhard Goetzke                 | Germania                                              |                  |
| L'Atlantide                                                                              |                                    |                                                               | Franța                                                | Silent           |
| 1922                                                                                     |                                    |                                                               |                                                       |                  |
| Paris Qui Dort                                                                           | René Clair                         | Madeleine Rodrigue, Myla Seller, Henri Rollan                 | Franța                                                |                  |
| Phantom                                                                                  | F.W. Murnau                        | Hans Heinrich Von Twardowski, Frida Richard, Aud Egede Nissen | Germania                                              |                  |
| 1924                                                                                     |                                    |                                                               |                                                       |                  |
| Dante's Inferno                                                                          | Henry Otto                         | Lawson Butt, Howard Gaye, Ralph Lewis                         | Statele Unite ale Americii                            |                  |
| Die Nibelungen: Siegfried                                                                | Fritz Lang                         | Paul Richter, Margarete Schön, Hanna Ralph                    | Germania                                              |                  |
| Die Nibelungen: Kriemhilds Rache                                                         | Fritz Lang                         | Rudolf Rittner, Margarete Schön, Hans Adalbert von Schlettow  | Germania                                              |                  |
| Enchanted Cottage                                                                        | John S. Robertson                  | Richard Barthelmess, May McAvoy, Ida Waterman                 | Statele Unite ale Americii                            |                  |
| Peter Pan                                                                                | Herbert Brenon, Glen Castle        | Betty Bronson, Ernest Torrence, Cyril Chadwick                | Statele Unite ale Americii                            |                  |
| The Thief of Bagdad                                                                      | Raoul Walsh                        | Douglas Fairbanks, Snitz Edwards, Julanne Johnston            | Statele Unite ale Americii                            |                  |
| Das Wachsfigurenkabinett                                                                 | Paul Leni                          | Werner Krauss, Conrad Veidt, William Dieterle                 | Germania                                              |                  |
| 1925                                                                                     |                                    |                                                               |                                                       |                  |
| O lume dispărută                                                                         | Harry Hoyt, William Dowling        | Bessie Love, Lloyd Hughes, Wallace Beery                      | Statele Unite ale Americii                            |                  |
| She                                                                                      | Leander de Cordova, G.B. Samuelson | Betty Blythe                                                  | Regatul Unit al Marii Britanii și al Irlandei de Nord |                  |
| Wizard of Oz                                                                             | Larry Semon                        | Larry Semon, Bryant Washburn, Dorothy Dwan                    | Statele Unite ale Americii                            |                  |
| 1926                                                                                     |                                    |                                                               |                                                       |                  |
| Die Abenteuer des Prinzen Achmed                                                         | Lotte Reiniger                     |                                                               | Germania                                              | film de animație |
| Faust – Eine deutsche Volkssage                                                          | F.W. Murnau                        | Gösta Ekman, Emil Jannings, Camilla Horn                      | Germania                                              |                  |
| A Kiss for Cinderella                                                                    | Herbert Brenon                     | Betty Bronson, Tom Moore, Esther Ralston                      | Statele Unite ale Americii                            |                  |
| The Sorrows of Satan                                                                     | D.W. Griffith                      | Adolphe Menjou, Ricardo Cortez, Carol Dempster                | Statele Unite ale Americii                            |                  |
| Studentul din Praga                                                                      | Henrik Galeen                      | Conrad Veidt, Werner Krauss                                   | Germania                                              |                  |